# Spiegelei-Effekt

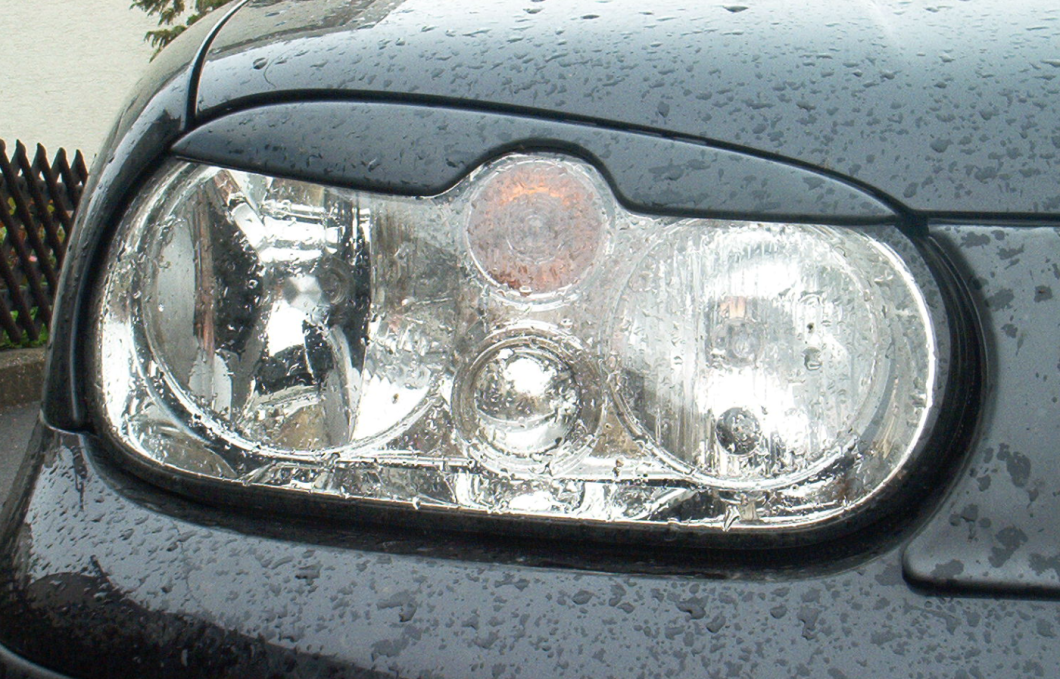
Der Spiegelei-Effekt an einem VW Golf

Unter Spiegelei-Effekt versteht man eine besondere farbliche Konstellation in Fahrzeugscheinwerfern. Der orangefarbene Blinker, analog zum Eigelb, wird dabei von Abblendlicht und Fernlicht, dem Eiweiß, umschlossen.
Sicherheitstechnisch kann dieser Effekt ein gefährliches „Untergehen“ des Blinklichtes im umgebenden, eingeschalteten Abblendlicht erzeugen: Die Sichtbarkeit des Fahrtrichtungsanzeigers ist dann gegenüber der früher gesetzlich vorgeschriebenen, räumlich klar getrennten Bauweise, reduziert.
Manche Menschen empfinden den Spiegelei-Effekt darüber hinaus als unästhetisch. Zu seiner Vermeidung im ausgeschalteten Zustand werden im Handel spezielle Blinkerglühlampen angeboten: Bei ausgeschaltetem Blinklicht bleiben sie weiß, bei fließendem Strom blinken sie jedoch gelb. Beim Austausch von Blinkerglühlampen ist stets darauf zu achten, dass die neuen Lampen ebenfalls für das Fahrzeug bzw. im Straßenverkehr zugelassen sind.

## Spiegelei-Scheinwerfer bei Porsche

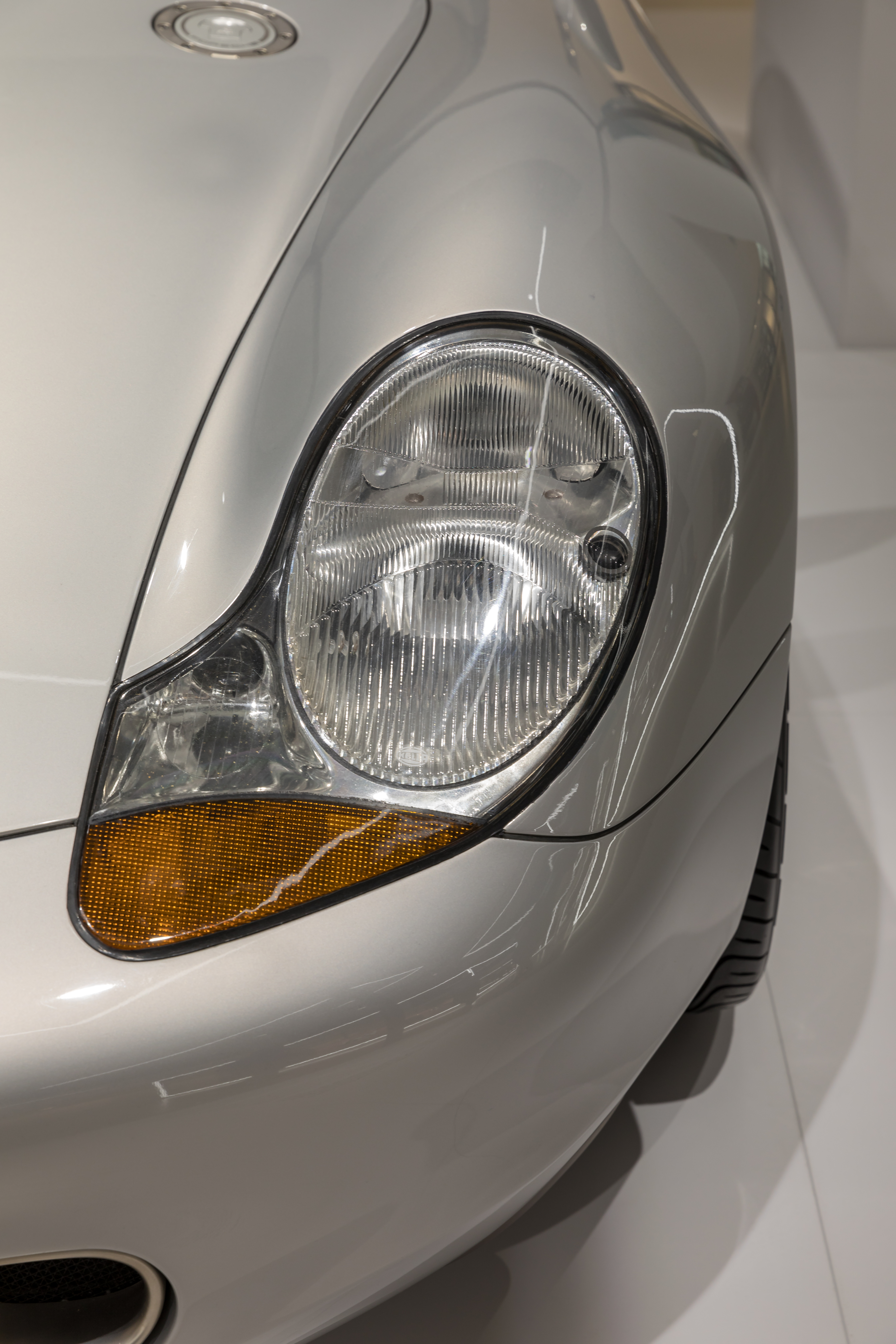
Die ersten Spiegeleierleuchten am Porsche Boxster-Konzept von 1993

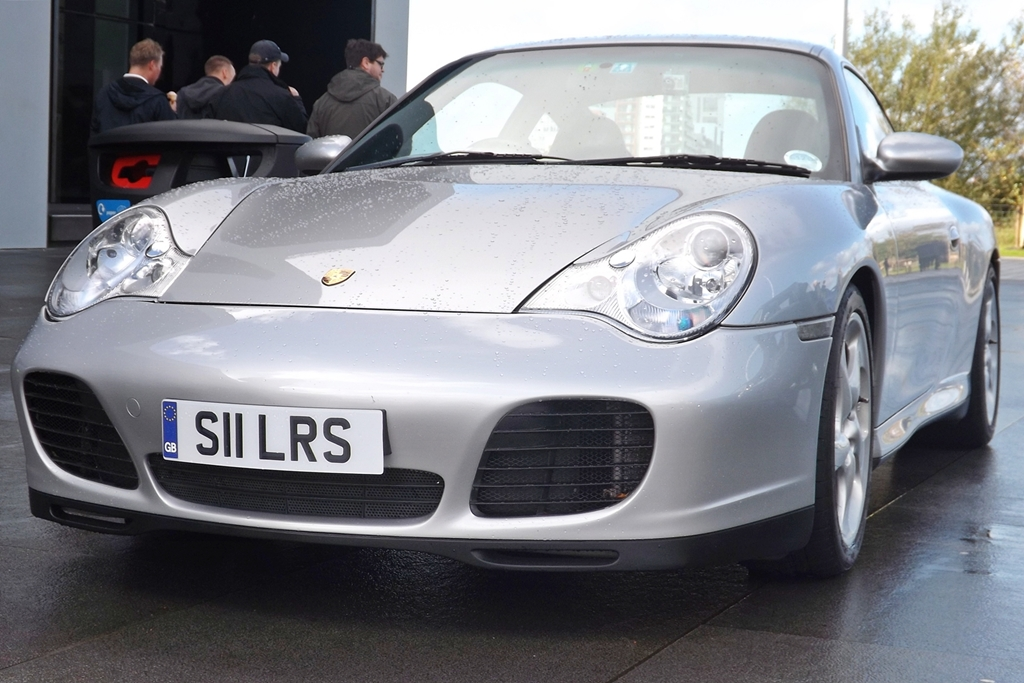
Veränderte Leuchtenform ab 2000

Besonders deutlich war der Spiegelei-Effekt bei einigen Porsche-Modellen. Das Aussehen der Frontscheinwerfer der ersten Porsche Boxster (986) und der Generation 996 des Porsche 911 ähnelten in der Pfanne verlaufenen Spiegeleiern, da Scheinwerfer, Nebelleuchten und Blinker aus Kostengründen in einer Einheit zusammengefasst wurden.
Aufgrund der Kritik wurden zunächst, mit Einführung des 996 Carrera 4, die orangefarbenen Teile hinter Klarglas zurückversetzt; mit dem 2000 eingeführten 996 Turbo wurden neu gezeichnete Scheinwerfer sukzessive für die gesamte Baureihe eingeführt. Somit besitzen lediglich die allerersten Modell die sogenannten „Spiegeleier“.